# 山谷吉宏
山谷 吉宏（やまや よしひろ、1954年 <昭和29年> 1月 - ）は、日本の地方公務員。北海道環境生活部長、同経済部長、同副知事、北海道信用保証協会会長を歴任。勲位は瑞宝中綬章。

## 人物・経歴
室蘭市出身。1980年3月 早稲田大学政治経済学部卒業。その後北海道庁入庁。1997年 (平成 9年)6月 環境生活部文化・青少年室文化振興課長補佐。2000年4月 文化財団派遣。2002年4月 総合企画部政策室参事。2003年6月 同部IT推進室情報政策課長。2006年4月 企画振興部IT振興局次長。2007年5月 知事政策部北海道サミット推進局長。北海道洞爺湖サミット受け入れに尽力。環境生活部長、経済部長を経て2013年に荒川裕生とともに副知事就任。2017年の任期満了においても継続して任命された。2018年3月に退任。同7月から吉澤慶信の後任として北海道信用保証協会会長。2023年 (令和5年) 8月 元副知事の阿部啓二を後任に会長退任。

## 栄典
2024年4月 春の叙勲で瑞宝中綬章受章